# De Eendragt (plantage)

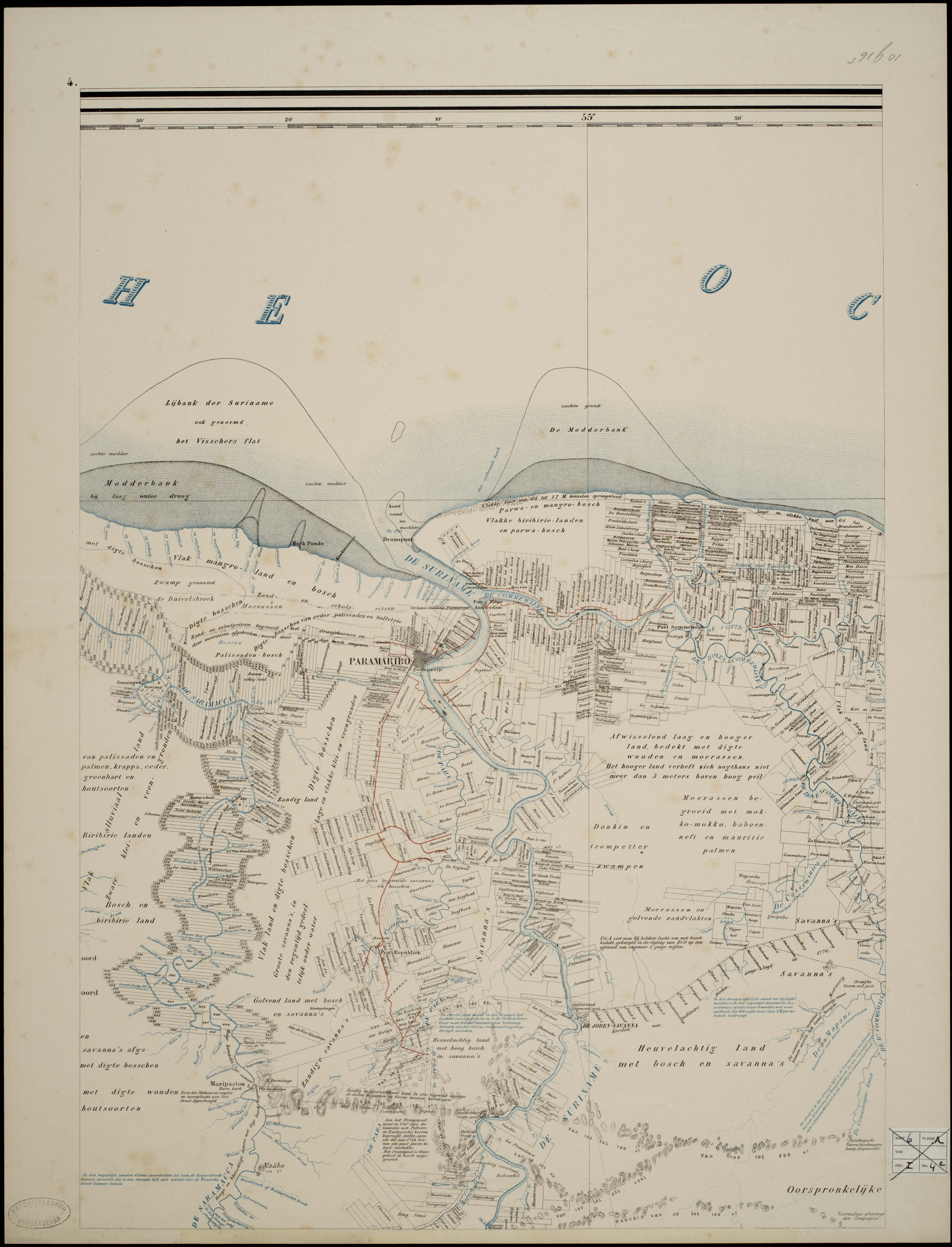
Kaart van Suriname 1860-1879, met in linkerbovenhoek plantage De Eendragt

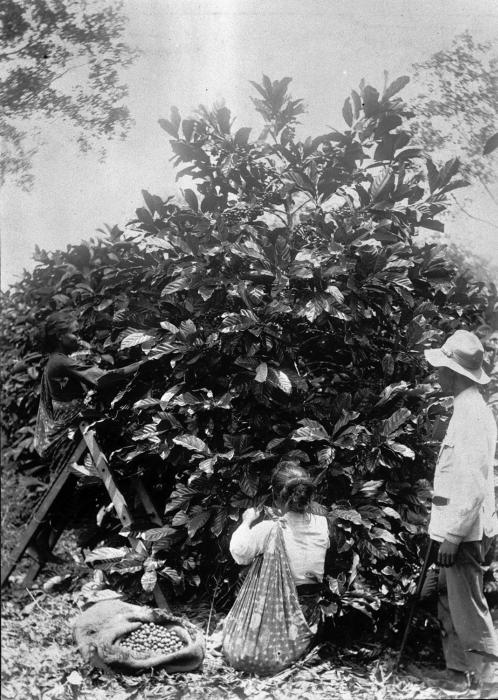
Koffiebonenpluk

De Eendragt was een koffieplantage in Suriname, aan de Saramaccarivier. De plantage lag tussen de plantages Sara Maria en Morgenstar. In 1831 was de plantage 1.000 akkers groot, ongeveer 430 hectare.

## Geschiedenis
In 1820 was de plantage eigendom van S. van Thol. In 1826 werd de plantage uit zijn boedel verkocht.
In 1837 was de plantage eigendom van Colin Campbell Junior. In 1844 werd de verkoop van de plantage aangekondigd.
In de jaren vijftig van de negentiende eeuw was de plantage eigendom van Matthias Willem Brugh van Duijkinck. Hij was in 1820 geboren op Curaçao. In 1860 trouwde hij in Suriname met Bastiana Elizabeth van Gogh uit Den Haag. Zij was een zuster van Christina van Gogh. Brugh van Duijkinck overleed in september van hetzelfde jaar - twee maanden na de huwelijkssluiting - na een 11-weken durende ziekte. Bastiana Elizabeth erfde van hem plantage De Eendragt. In 1863 hertrouwde zij met Hendrik Willem Dirk Donker Curtius. Vermoedelijk is de plantage na het overlijden van Brugh van Duijkinck verlaten.
Bij de afschaffing van de slavernij in 1863 werd een tegemoetkoming voor 38 voormalig slaafgemaakten toegekend aan de eigenaren van de boedel. Zij bevonden zich op dat moment op de (nabij gelegen) koffieplantage Broederschap. Aan de 'vrijgemaakten' werden de volgende familienamen toegekend: 
Bleek, Duik, Handel, Hoog, Kersen, Neptis, Nopaal, Olieboom, Spiegel, Wandel en Zalmo.